# 1-4-2-1-Strategie
Die 1-4-2-1-Strategie war eine Militärdoktrin der Streitkräfte der Vereinigten Staaten. Erste Ansätze der Strategie wurden unter der Ägide von Verteidigungsminister Donald Rumsfeld im Quadrennial Defense Review von 2001, einem regelmäßigen Bericht der Regierung der Vereinigten Staaten über die Verteidigungspolitik an den Kongress, lanciert und in mehreren Veröffentlichungen weiterentwickelt. 1-4-2-1 modifizierte die Major Theater War-Doktrin der Regierung Clinton, die vorsah, zwei große regionale Kriege gleichzeitig führen und nacheinander für die USA und ihre Verbündeten gewinnen zu können.

## Bedeutung und Implikationen der Zahlen
Die Zahlen im Namen der Strategie bargen mehrere militärische und diplomatische Implikationen mit sich. Sie bedeuteten im Einzelnen:
- 1: oberste Priorität bleibt die Verteidigung des Festlandes, auch wenn dies historisch eine Ausnahme bildet und daher für unwahrscheinlich gehalten wird. Deshalb wird die erste 1 oft fallengelassen und das Konzept 4-2-1 strategy genannt.
- 4: Die „4“ weist die US-Streitkräfte an, bei Scheitern einer daran angelehnten Diplomatie in vier Regionen, nämlich Europa, im Nahen Osten sowie in Ost- und Nordostasien, für Aggressoren abschreckend zu wirken und notfalls auch in allen vier Gebieten zu kämpfen. Dies wird als „Abschreckung nach vorne“ bezeichnet.
- 2: in zwei dieser möglicherweise vier Konflikte sollen alle Anstrengungen unternommen werden, um sie möglichst gleichzeitig siegreich zu Ende zu führen.
- 1: in einem dieser Feldzüge soll das politische Ergebnis des Sieges von Dauer sein, sodass keine weitere Stationierung und Zuweisung von Nachschub mehr nötig ist.

Bei allen Optionen war vorgesehen, dass dem Militär der USA die strategische Initiative obliege.

## Scheitern der Doktrin
Im Zuge der Revision der Quadrennial Defense Review im Laufe des Jahres 2005 stellte das Verteidigungsministerium fest, dass 1-4-2-1 eingetreten, ihre Umsetzung aber gescheitert sei. Dies sei vor allem dem Umstand anzulasten, dass sich die amerikanische Verteidigungspolitik zwischen einer Rüstung für die konventionelle und der für die unkonventionelle entscheiden müsse. Außerdem seien für die effiziente Umsetzung der Doktrin viel mehr Soldaten nötig.
Angesichts der politischen Realität des Irak-Krieges wurde 1-4-2-1 nie einer breiteren Öffentlichkeit bekannt. Bei ihrer Revision Mitte 2005 wurde sie von Kritikern wie Fred Kaplan meist am Verlauf der Besatzung gemessen und daher meist als unrealistisch verworfen.
Analysten des British-American Security Information Council kritisierten an der Strategie, dass sie eines ihrer wesentlichen Ziele verfehlt habe. Rumsfeld hatte ursprünglich vorgesehen, mit dem Fokus auf Eindämmung und Antiterror die beliebige Interventionsbereitschaft der Clinton-Strategie hinter sich zu lassen, allerdings bewirkte sie, dass Präsident Bush zwei Kriegspläne mehr in Auftrag gab als sein Vorgänger.